# Єськов Валентин Андрійович
Валентин Андрійович Єськов — український політик. 
Член ЦК КПУ; колишній народний депутат України.

## Життєпис
Народився 12.08.1948 (с-ще шахти №7-8, Краснолуцький р-н, Луган. обл.) в сім'ї робітника; росіянин.

### Освіта
- Луганський педагогічний інститут (1976), вчитель історії та суспільствознавства;
- Антрацитівський гірничий технікум (1990).

### Кар'єра
- 1965–67 — учень слюсаря, учень коваля, електрослюсар, робітник очисного вибою, шахта N 24 тресту "Антрацит".
- 1967–69 — служба в армії. 1969-71 - прохідник шахти N 23, кріпильник шахти N 24 ВО "Антрацит".
- 1971–77 — інструктор політвідділу частини, Півд. ґрупа військ.
- 1977–11.90 — гірничомонтажник, шахта "Партизанська" ВО "Антрацит".
- З 11.1990 — 2-й секретар, Антрацитівський МК КПУ.
- 09.1991–01.94 — пом. дир. з кадрів і соц. питань, гірничомонтажник, шахта "Партизанська" ВО "Антрацит".
- З 1993 — 1-й секретар, Антрацитівський РК КПУ (на громад. засадах).
- З 01.1994 — директор, профілакторій-санаторій ВО "Антрацит" і теркому профспілки вуглярів.

## Політична діяльність
Народний депутат України 2 скликання з 03.1994 (1-й тур) до 04.1998, Антрацитівський виборчий округ № 241, Луганської  обл., висунутий КПУ. Член Комісії з питань державного будівництва, діяльності рад і самоврядування. Член фракції комуністів.
Народний депутат України 3 скликання з 03.1998-04.2002, виборчий округ № 109, Луганської обл. На час виборів: Народний депутат України, член КПУ. Член Комітету з питань паливно-енергетичного комплексу, ядерної політики та ядерної безпеки (з 07.1998), член фракції КПУ (з 05.1998).  